# Gilbert Aké
Gilbert Marie N'gbo Aké (Abidjan, 8 de outubro de 1955) é um acadêmico e político marfinense. Foi primeiro-ministro da Costa do Marfim entre 6 de dezembro de 2010 e 11 de abril de 2011, indicado ao cargo pelo presidente Laurent Gbagbo e foi deposto ao final da Segunda Guerra Civil.

## Biografia
Em 1991, obteve seu PhD em Economia pela Universidade de Toulouse-I-Capitole. Especializado em econometria e economia regulatória, foi reitor de economia e gestão de 2001 a 2007. Foi reitor da Universidade de Cocody até 2011 e, também, presidente do comitê científico das conferências realizadas em função do quinquagésimo aniversário da independência da Costa do Marfim.
Foi brevemente primeiro-ministro, nomeado por Laurent Gbagbo, em 7 de dezembro de 2010, no início da crise da Costa do Marfim de 2010–2011, que resultou na Segunda Guerra Civil da Costa do Marfim. Porém, sua nomeação foi anulada por uma portaria de 14 de abril de 2011. Em maio de 2011, foi preso e, em seguida, acusado de colocar em perigo a segurança do Estado. Um ano e meio depois, em dezembro de 2012, foi libertado provisoriamente, como sete outros ex-ministros do antigo governo de Laurent Gbagbo.
Em 18 de janeiro de 2018, Laurent Gbagbo e mais três de seus ministros — incluindo Gilbert Aké — foram condenados a vinte anos de prisão.